# Polymerus palustris
Polymerus palustris är en insektsart som först beskrevs av Reuter 1907.  Polymerus palustris ingår i släktet Polymerus, och familjen ängsskinnbaggar. Arten är reproducerande i Sverige.